# Bonifatius Sauer
Služebník Boží Bonifatius Sauer (rodným jménem Joseph, 10. ledna 1877, Oberufhausen – 7. února 1950, Pchjongjang) byl německý římskokatolický duchovní, titulární biskup z Appiarie a územní opat tŏkwonský. Zároveň vykonával úřad apoštolského administrátora hamhŭngského apoštolského vikariátu. Před svým jmenováním do Tŏkwonu, zastával úřad apoštolského administrátora v I-lanu v Číně.
Po uchopení moci korejskou stranou práce bylo tokwonské opatství v květnu 1949 z rozkazu Kim Ir-sena obsazeno tajnou policií, který mnichy zatkla a deportovala je do koncentračních táborů. Na následky severokorejského mučení zemřel biskup Sauer v únoru 1950. Kanonizační proces byl započat v roce 2007.

## Život
Joseph Sauer se narodil na začátku roku 1877 v hesenské obci Oberufhausen, nedaleko Fuldy. Před rokem 1900 vstoupil do benediktinského řádu, konkrétně do ottilienské kongregace při arciopatství St. Ottilien, která se specializuje na misijní činnost. V roce 1900 složil slavné sliby. V Dillingenu studoval teologii a filosofii a roku 1903 byl vysvěcen na kněze. V roce 1906 se stal zástupcem představeného v klášteře v Dillingenu.
V srpnu roku 1920 byl jmenován apoštolským administrátorem ve městě I-lan na Tchaj-wanu. V roce 1934 na tento úřad rezignoval. Dne 12. ledna 1940 by jmenován územním opatem nového kláštera v Tŏkwonu nedaleko Wonsanu. Zároveň se stal apoštoským administrátorem hamhŭngského apoštolského vikariátu a pomáhal budovat struktury církve, ke které se v Koreji hlásilo čím dál více obyvatel.
Po převzetí moci komunisty v roce 1949 začalo v zemi pronásledování křesťanů. Mniši z Tŏkwonu byli v květnu uvězněni a buď podlehli následkům mučení, nebo byli popraveni. Jako první podlehl následkům mučení biskup Bonifatius dne 7. února 1950. Místo jeho pohřbení není známo.

### Kanonizační proces
V květnu 2007 započal beatifikační proces (první část kanonizace) 36 severokorejských Služebníků Božích z Tŏkwonského opatství, umučených během pronásledování křesťanů severokorejským režimem. Proces nese název Blahořečení Biskupa-opata Boniface Sauera, OSB, bratra Benedicta Kima, OSB a druhů.